# Banri Kaieda
Banri Kaieda (jap. 海江田万里 Kaieda Banri; ur. 26 lutego 1949 w Tokio) – japoński polityk, deputowany do Izby Reprezentantów w latach 1993–2005 oraz od 2009, minister gospodarki, handlu i przemysłu od 14 stycznia 2011.

## Życiorys
Banri Kaieda urodził się w 1949 w Tokio. W marcu 1972 ukończył studia na Wydziale Prawa Uniwersytetu Keiō. Po zakończeniu studiów pracował jako analityk gospodarczy oraz był sekretarzem członka Izby Radców.
W lipcu 1993 po raz pierwszy został deputowanym do Izby Reprezentantów z ramienia Nowej Partii Japonii. We wrześniu 1996, razem z Yukio Hatoyamą oraz Naoto Kanem założył Partię Demokratyczną. W październiku 1996, czerwcu 2000 oraz w listopadzie 2003 z ramienia tej partii odnawiał mandat deputowanego. Po wyborach parlamentarnych, w sierpniu 2009 ponownie wszedł w skład Izby Reprezentantów, w której przystąpił do Komisji Budżetowej oraz Komisji Bezpieczeństwa. W czerwcu 2010 stanął na czele Komisji Spraw Finansowych.
We wrześniu 2010 objął stanowisko ministra stanu ds. polityki gospodarczej i fiskalnej, ministra stanu ds. nauki i techniki oraz ministra stanu ds. polityki w przestrzeni kosmicznej w rządzie Naoto Kana. W styczniu 2011 objął urząd ministra gospodarki, handlu i przemysłu. W kwietniu 2011, po katastrofie w elektrowni atomowej w Fukushimie, objął dodatkowo stanowisko ministra stanu ds. incydentów nuklearnych, będąc odpowiedzialnym za środki podejmowane na rzecz przywrócenia kontroli nad uszkodzoną elektrownią. W tym czasie coraz bardziej dystansował się polityki premiera Kana, zakładającej ograniczenie znaczenia energii atomowej w krajowej gospodarce.
W sierpniu 2011, po rezygnacji ze stanowiska premiera i szefa Partii Demokratycznej przez Naoto Kana, został jednym z 5 kandydatów na jego następcę. Uzyskał poparcie od jednego z byłych przewodniczących partii, Ichirō Ozawy, który stał na czele jednej z największych frakcji partyjnych. W partyjnym wyborach 29 sierpnia 2011 wygrał pierwszą rundę głosowania (uzyskał 143 głosy), pokonując ministra finansów Yoshihiko Nodę (102 głosy) oraz byłego szefa dyplomacji Seiji Maeharę (74 głosy). W drugiej rundzie głosowania przegrał jednak z Nodą, który uzyskał poparcie od Maehary, stosunkiem głosów 177 do 215.